# Dombeya glandulosissima
Dombeya glandulosissima är en malvaväxtart som beskrevs av Arenes. Dombeya glandulosissima ingår i släktet Dombeya och familjen malvaväxter. Inga underarter finns listade i Catalogue of Life.